# Nutriente plástico
Os nutrientes plásticos são os nutrientes que fornecem a matéria-prima para a produção de células. Os principais são as proteínas; mas em alguns casos, como na parede celular de plantas e de fungos e no exoesqueleto dos artrópodes, os carboidratos podem desempenhar função de nutrientes plásticos, apesar de geralmente serem nutrientes energéticos.
Os nutrientes plásticos servem para a renovação, reparação ou construção de células. Eles são:
- proteínas (leite, queijo, ovos, carnes, peixes, feijão, lentilha, soja, trigo integral, arroz integral).
- água
- minerais (sódio, potássio, ferro, cálcio, fósforo, enxofre).
- lípidos (toucinho, banha, manteiga, margarina, linguiça, salame, mortadela, presunto, salgadinhos, carnes gordas, óleos, azeites, frituras).